# لينكولن (نيويورك)
لينكولن (بالإنجليزية: Lincoln, New York)‏ هي بلدة أمريكية تقع في الولايات المتحدة في مقاطعة ماديسون، نيويورك. يقدر عدد سكانها بـ 2,012 نسمة ومساحتها 64.7 كم2 وترتفع عن سطح البحر 310 متر.
تأسست المدينة في عام 1896 من أحد أقسام بلدة لينوكس. كانت عائلة كلوك من أوائل السكان.
تضم مدرسة Lenox District رقم 4 السابقة مبنى بلدية لينكولن. أُضيف إلى السجل الوطني للأماكن التاريخية عام 1996.